# Хёнмичха
Неочищенный рисовый чай (кор. 현미차, хёнми-чха; вьет. nước gạo lứt) — корейский напиток. Для приготовления напитка используется неочищенный рис[неизвестный термин]. Его следует хорошо промыть, обжарить в сковороде на среднем огне около 10 минут, затем заварить до светло-золотистого цвета. По вкусу можно добавить сахар или мёд.
Хёнмичха считается полезным для здоровья, особенно при заболеваниях пищеварительных органов.

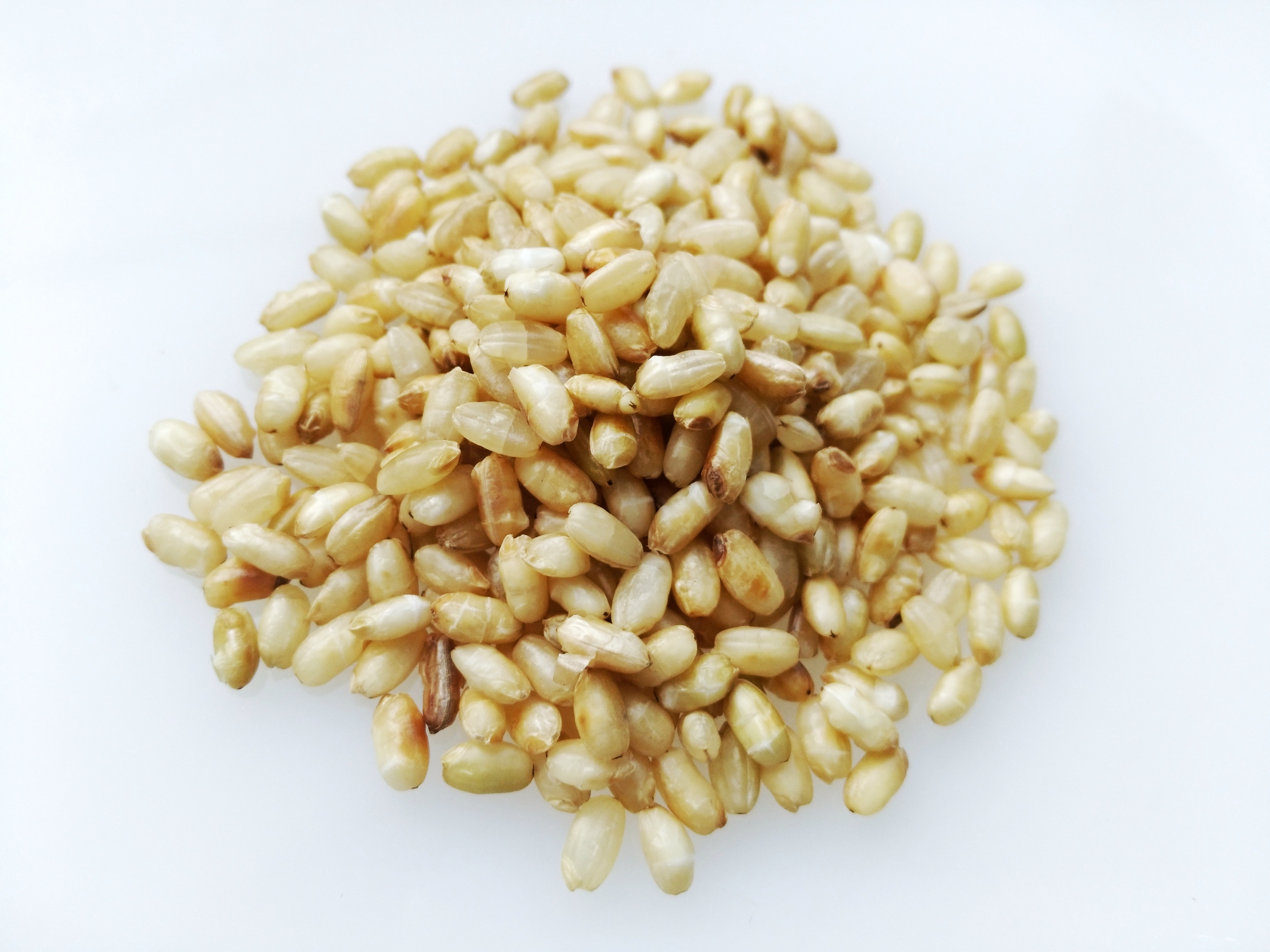
Поджаренный неочищенный рис
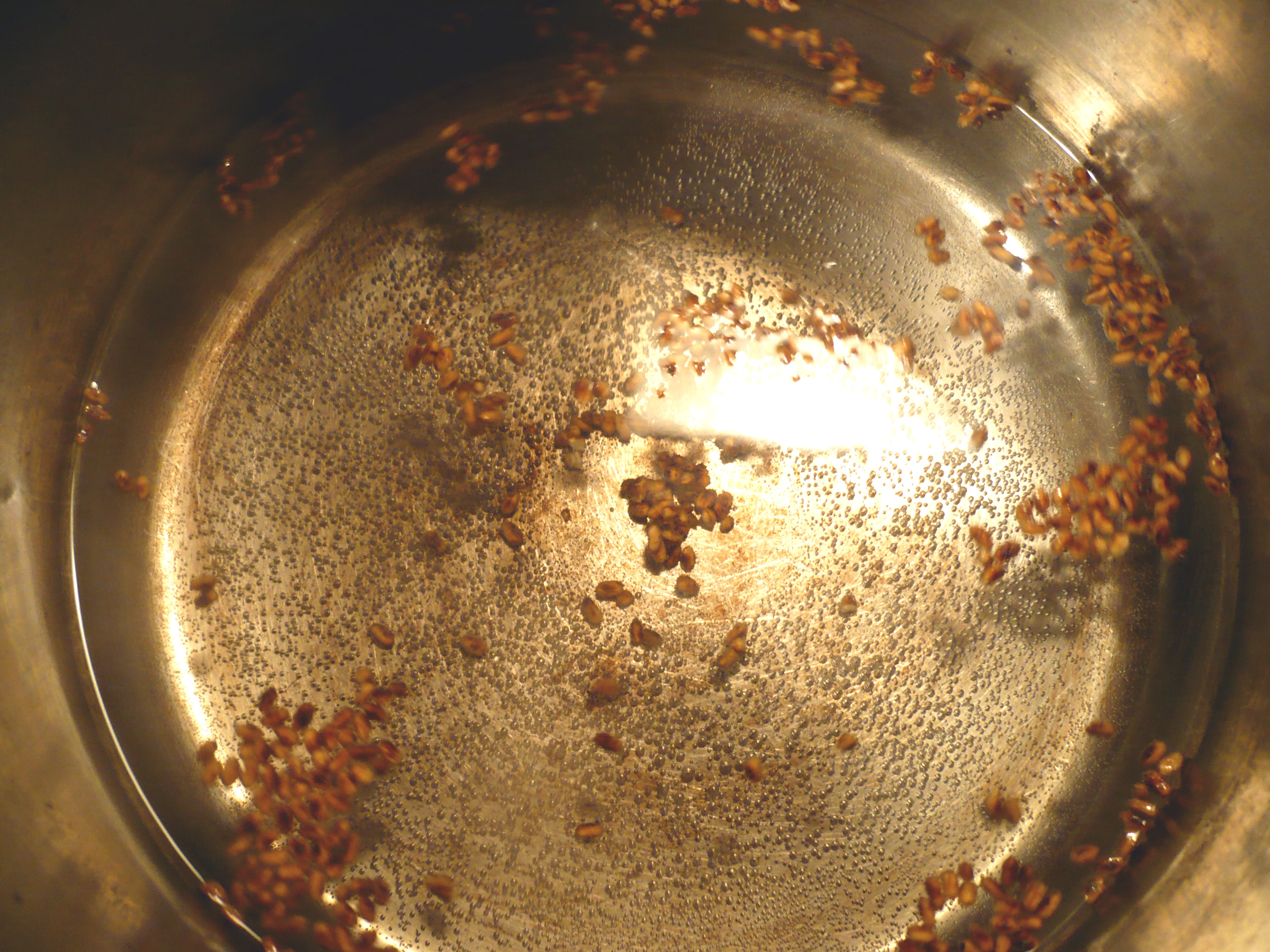
Приготовление коричневый рисовый чай